# Depastromorpha africana
Depastromorpha africana is een neteldier uit de klasse Staurozoa en behoort tot de familie Haliclystidae. Depastromorpha africana werd in 1935 voor het eerst wetenschappelijk beschreven door Carlgren.

## Beschrijving
Depastromorpha africana is een kleine gesteelde kwal die tot 2 cm hoog wordt en bleek tot roodachtig van kleur kan zijn. Het heeft een gerimpelde lichaamskolom en meerdere gesteelde tentakels met knobbelige uiteinden rond de mond.

## Verspreiding
Deze soort wordt alleen gevonden rond de Zuid-Afrikaanse kust van het Kaapse Schiereiland tot Hermanus vanaf de kustlijn tot ondiep subtidal. Het is mogelijk endemisch in deze regio.

## Ecologie
Deze gesteelde kwal wordt meestal gevonden op zeewier, met name Caulerpa filiformis.